# Concertino hárfára és kamarazenekarra
A Concertino hárfára és kamarazenekarra Dohnányi Ernő zenei műve. A szerző 1952-ben írta a darabot a floridai Tallahassee-ben. Ebben az amerikai városban tanítványa volt Harold Schiffman amerikai zeneszerző, aki később egy művét Rohmann Henrik magyar hárfaművész emlékének ajánlotta. Rohmann volt, aki a darabot Magyarországon bemutatta 1965-ben.
A hárfaversenyt először 1963-ban adták elő és csak 1970-ben, tíz évvel Dohnányi halála után adták ki nyomtatásban.
A hárfa és a zenekar közti egyensúlyt kis létszámú zenekarral oldotta meg. Az első tétel a tavaszt idézi, üdeségével, vidámságával, fiatalságával. Dallama óriásdallammá kerekedik, mikor egy-egy újabb hangnemmel bővül. A középső tétel izgalmas, tréfás, scherzo előadás, ami módfelett precíz munkát követel meg a szólistától és a zenekartól egyaránt. Az utolsó tételben a szerző visszatekint életére, mérlegre téve saját tetteit, alkotásait. Ez a rész lassú ütemű, magas hangokon játszódik, a bölcs lélek útját mutatja be.
A darab nem az 1950-es évek hidegháborús érzéseit tükrözi, hanem a régebbi korokba tekint vissza könnyedségével, jókedvűségével. A magyar hárfások (többek között Sipkay Deborah, Felletár Melinda) gyakran játsszák. Több magyar és külföldi hárfaművésszel készült róla felvétel.

## A Hungaroton hangfelvétele
Dohnányi Ernő / Concertino hárfára és kamarazenekarra op. 45, 15'12
1. Andante 7'15
2. Allegro vivace 3'37
3. Adagio non troppo 4'19

- Felletár Melinda hárfa
- Magyar Szimfonikus Zenekar
- Vezényel Drahos Béla

HCD 32467, 5991813246721, 2006, Hungaroton Records Ltd.